# 1 Makkabeeën

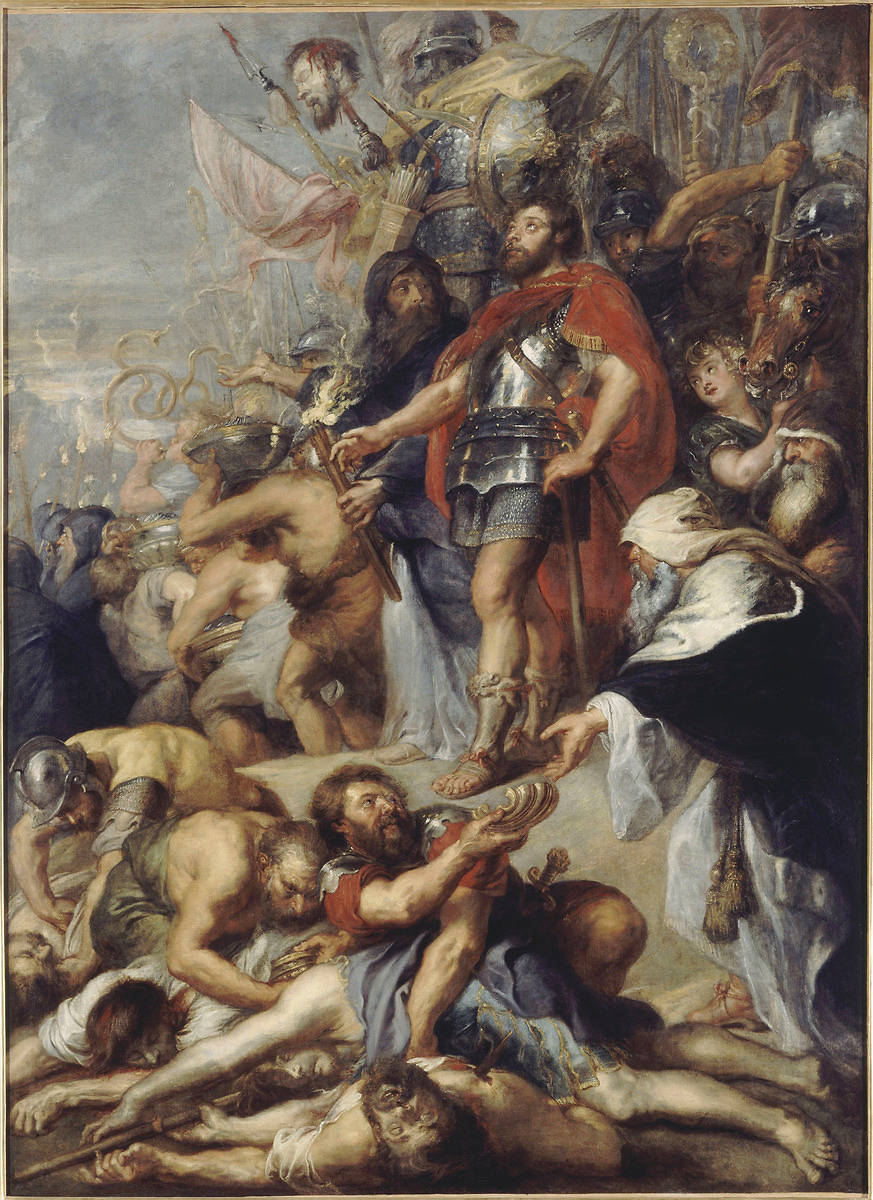

1 Makkabeeën is een van de deuterocanonieke boeken die behoren tot de katholieke en oosters-orthodoxe canon. Het protestantisme rekent het tot de apocriefen van het Oude Testament: nuttige boeken om te lezen, maar niet op hetzelfde niveau als de (andere) bijbelboeken. In de joodse opvatting is het een historisch betrouwbaar geschrift, maar maakt het geen deel uit van de Tenach.
Het werd vermoedelijk rond 125 v. Chr. geschreven in kringen rond het hof van Johannes Hyrkanus (134-104 v.Chr), na het herstel van een onafhankelijk joods koninkrijk onder de Hasmoneeën (de nakomelingen van de familie van de Makkabeeën), waar hij toe behoorde. Men gaat ervan uit dat het boek oorspronkelijk in het Hebreeuws is geschreven, maar alleen de Griekse versie is bewaard gebleven. De belangrijkste handschiften zijn de Codex Sinaiticus en de Codex Alexandrinus maar ontbreekt in de  Codex Vaticanus.

## Voorgeschiedenis
Alexander de Grote veroverde in 331 v.Chr. de gehele bekende wereld en waar hij kwam, deden ook de Griekse taal en cultuur hun intrede, waarin destijds het hellenisme de toon aangaf. Na Alexanders dood in 312 v.Chr. werd het rijk opgedeeld onder zijn Griekse bevelhebbers. Judea kwam onder Egypte, waar de Ptolemaeën heersten als Griekse farao's. In 198 v. Chr. viel Judea in handen van het Seleucidische Rijk, ook een van de door Alexander nagelaten hellenistische Diadochen-rijken. Toen de koning geld nodig had en daarvoor de tempel wilde plunderen, ontstond een opstand. Er waren echter al langere tijd ergernissen, zoals het naakt sporten, onwaardig gedrag van de priesters en dergelijke.

### Korte inhoud
Het boek vertelt het verhaal van de verovering van Judea door de Grieken onder Alexander de Grote, de poging van de Seleuciden en de Syrische Grieken om hun cultuur aan de joden op te leggen, en de joodse opstand tegen deze overheersing. De naam Makkabee betekent waarschijnlijk hamer en was oorspronkelijk alleen van toepassing op de eerste leider van de opstand, Judas Makkabeüs, de derde zoon van de priester Mattathias. In ruimere zin wordt de naam ook voor zijn broers gebruikt en daarom ook voor het boek. Leerstellig gezien sluit het boek aan bij de traditionele joodse leer, zonder nieuwe elementen zoals in 2 Makkabeeën.
Het boek beslaat de hele opstand van 167 tot 134 v.Chr. en benadrukt dat de redding van het joodse volk in deze crisis van God kwam door de hand van de familie van Mattathias, vooral door zijn zoons Judas, Jonathan en Simon, en zijn kleinzoon Johannes Hyrkanus.

### Indeling
Deel 1; Hoofdstuk 1: onderdrukking door Antiochus IV
1:20-28: plundering van de tempel
1:29-40: bezetting van Jeruzalem en bouw van een niet-joodse citadel
1:41-64: afschaffing van de godsdienst en gebruiken van de Joodse godsdienst.
Omlijsting van de bevrijdingsgeschiedenis hoofdstuk 2: begin van de opstand, sterfbed aan Mattathias, stamvader van de Makkabeeën.
Deel 2; Hoofdstuk 3-13: bevrijdingsgeschiedenis
3:1 - 4:59: herovering van de tempel; inwijding, instelling chanoekafeest.
5:1-7:49: herstel van de joodse godsdienst; strijd tegen de troepen van het Seleucidische rijk;
8:1-13:52: nieuwe veldslagen; verdragen met Rome en Sparta; verovering van de citadel.
Omlijsting van de bevrijdingsgeschiedenis hoofdstuk 14-16: De Makkabeeën als bevrijders; h 16: de volgende generatie.

### Inhoud
In het eerste hoofdstuk verovert Alexander het gebied van Palestina, alleen om opgevolgd te worden door de Seleuciden, Antiochus IV, die de Tweede tempel ontwijdt door er een "afschuwelijke gruwel" op te zetten. Wetenschappers hebben geconcludeerd dat de term voor "afschuwelijke gruwel" in de oorspronkelijke Hebreeuwse tekst hetzelfde moet hebben geklonken als "Heer des hemels", zodat de term op een altaar voor of beeld van Zeus (of, waarschijnlijker, zijn Syrische equivalent Baäl-Hasjamaïm) moet slaan.
Antiochus introduceerde Helleense praktijken als een gymnasium in Jeruzalem, waardoor jongeren van hun geloof afvielen.
Mattathias roept de mensen op tot een heilige oorlog tegen de invallers, en zijn drie zoons beginnen een militaire campagne tegen hen. Na een verpletterende nederlaag omdat de verdedigers weigeren op de sjabbat te vechten, toen Antiochus aanviel, redeneert Judas dat zij moeten vechten wanneer ze aangevallen worden. In 165 v.Chr. wordt de tempel heroverd en opnieuw gewijd, zodat de ceremoniële offers opnieuw gebracht kunnen worden (zie Chanoeka).
Judas zoekt een alliantie met de Romeinse Republiek om de Grieken te verdrijven. Hij wordt na zijn dood opgevolgd door zijn broer Jonathan, die hogepriester wordt en ook allianties met Rome en Sparta zoekt. Simon volgt hen op in de dubbele functie van hogepriester en prins van Israël. (Simon en zijn opvolgers vormen de dynastie der Hasmoneeën).
Simon leidt het volk in vrede en welvaart tot hij wordt vermoord door agenten van Ptolemeus, die door de Grieken tot gouverneur was benoemd. Hij wordt opgevolgd door zijn zoon, Johannes Hyrkanus.

## Aanleiding en doel
De rechtmatigheid van de Hasmonese heerschappij was onder de Joden omstreden. Simon en de uit hem voortgekomen Hasmonese dynastie verenigden namelijk zowel het koningschap als het hogepriesterschap in zich. Voor wetsgetrouwe Joden was dit niet mogelijk: de echte koning moest komen uit de stam van Juda (meer specifiek: uit het huis van David), terwijl de hogepriester moest afstammen van Aäron uit de stam Levi. De Farizeeën en de Essenen stonden dan ook zeer kritisch tegenover de Hasmonese heerschappij.
De manier waarop de gebeurtenissen in het boek 1 Makkabeeën beschreven zijn, wekken de indruk dat het boek geschreven is om deze binnenlandse oppositie te overtuigen van de rechtmatigheid van het Hasmonese bestuur.